# Makarios (Kato Polemidia)
Makarios (griechisch Μακάριος Γ΄) ist ein Stadtteil der Stadt und Gemeinde Kato Polemidia im Bezirk Limassol auf Zypern.

## Lage und Umgebung

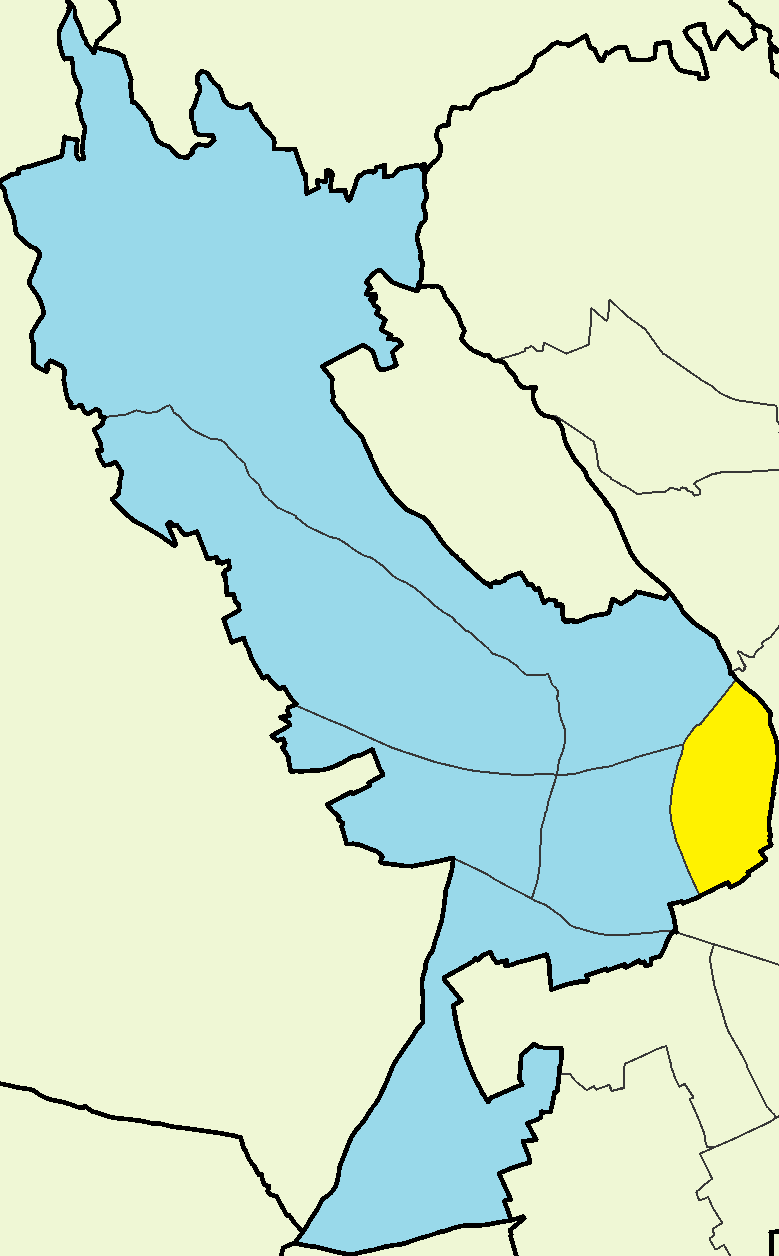
Lage in Kato Polemidia

Makarios ist der östlichste Stadtteil und der kleinste von Kato Polemidia. Im Süden und Osten grenzt es an die Hafenstadt Limassol, im Norden an Panagia Evangelistria und im Westen an Apostolos Varnavas. Es liegt südlich der A1 und in der Nähe des britischen Militärstützpunkts beziehungsweise der Halbinsel Akrotiri.

## Geschichte
Der Stadtteil entwickelte sich nach dem Bau der Flüchtlingssiedlung, in der sich griechisch-zypriotische Flüchtlinge nach der türkischen Invasion 1974 niederließen. Der Stadtteil trägt seinen Namen in Andenken an Erzbischof Makarios III. (1913–1977), dem Präsidenten der Republik Zypern.

## Bevölkerung
Bei der letzten Bevölkerungszählung im Jahr 2011 wurden 4.591 Einwohner in Makarios gezählt und in Kato Polemidia insgesamt 22.369.

## Kultur und Sehenswürdigkeiten
Die Agios Neophytos Kirche ist die Kirche des Stadtteils. Der Bau begann 2005 und wurde 2007 abgeschlossen.